# 5413 Смислов
5413 Смислов (5413 Smyslov) — астероїд головного поясу, відкритий 13 березня 1977 року.
Тіссеранів параметр щодо Юпітера — 3,188.